# 1000 km Nürburgringa
1000 km Nürburgringa (tudi 6 ur Nürburgringa, 500 km Nürburgringa, 480 km Nürburgringa, 430 km Nürburgringa) je vsakoletna vzdržljivostna avtomobilistična dirka, ki s presledki poteka od leta 1953 na nemškem dirkališču Nürburgring in je bila do leta 1991 del Svetovnega prvenstva športnih dirkalnikov, od leta 2015 pa Svetovnega vzdržljivostnega prvenstva.

## Zmagovalci
| Leto                            | Dirkača (-i)                                          | Moštvo                          | Dirkalnik                       | Čas                             | Prvenstvo                                                                | Poročilo                        |
| 1000 km razdalje, 22.8 km steza | 1000 km razdalje, 22.8 km steza                       | 1000 km razdalje, 22.8 km steza | 1000 km razdalje, 22.8 km steza | 1000 km razdalje, 22.8 km steza | 1000 km razdalje, 22.8 km steza                                          | 1000 km razdalje, 22.8 km steza |
| ------------------------------- | ----------------------------------------------------- | ------------------------------- | ------------------------------- | ------------------------------- | ------------------------------------------------------------------------ | ------------------------------- |
| 1953                            | Alberto Ascari Giuseppe Farina                        | Automobili Ferrari              | Ferrari 375MM Spyder            | 8:20:44.000                     | Svetovno prvenstvo športnih dirkalnikov                                  | Poročilo                        |
| 1956                            | Piero Taruffi Harry Schell Jean Behra Stirling Moss   | Officine Alfieri Maserati       | Maserati 300S                   | 7:43:54.400                     | Svetovno prvenstvo športnih dirkalnikov                                  | Poročilo                        |
| 1957                            | Tony Brooks Noël Cunningham-Reid                      | David Brown                     | Aston Martin DBR1               | 7:33:38.200                     | Svetovno prvenstvo športnih dirkalnikov                                  | Poročilo                        |
| 1958                            | Stirling Moss Jack Brabham                            | David Brown                     | Aston Martin DBR1               | 7:23:33.000                     | Svetovno prvenstvo športnih dirkalnikov                                  | Poročilo                        |
| 1959                            | Stirling Moss Jack Fairman                            | David Brown                     | Aston Martin DBR1               | 7:33:18.000                     | Svetovno prvenstvo športnih dirkalnikov                                  | Poročilo                        |
| 1960                            | Stirling Moss Dan Gurney                              | Camoradi USA                    | Maserati Tipo 61                | 7:31:40.500                     | Svetovno prvenstvo športnih dirkalnikov                                  | Poročilo                        |
| 1961                            | Lloyd Casner Masten Gregory                           | Camoradi USA                    | Maserati Tipo 61                | 7:51:39.200                     | Svetovno prvenstvo športnih dirkalnikov                                  | Poročilo                        |
| 1962                            | Phil Hill Olivier Gendebien                           | SpA Ferrari SEFAC               | Ferrari Dino 246SP              | 7:33:27.700                     | Svetovno prvenstvo športnih dirkalnikov                                  | Poročilo                        |
| 1963                            | John Surtees Willy Mairesse                           | SpA Ferrari SEFAC               | Ferrari 250P                    | 7:32:18.000                     | Svetovno prvenstvo športnih dirkalnikov                                  | Poročilo                        |
| 1964                            | Ludovico Scarfiotti Nino Vaccarella                   | SpA Ferrari SEFAC               | Ferrari 275P                    | 7:08:27.000                     | Svetovno prvenstvo športnih dirkalnikov                                  | Poročilo                        |
| 1965                            | John Surtees Ludovico Scarfiotti                      | SpA Ferrari SEFAC               | Ferrari 330P2                   | 6:53:05.400                     | Svetovno prvenstvo športnih dirkalnikov                                  | Poročilo                        |
| 1966                            | Phil Hill Jo Bonnier                                  | Chaparral Cars Inc.             | Chaparral 2D-Chevrolet          | 6:58:47.600                     | Svetovno prvenstvo športnih dirkalnikov                                  | Poročilo                        |
| 1967                            | Joe Buzzetta Udo Schütz                               | Porsche System Engineering      | Porsche 910                     | 6:54:12.900                     | Svetovno prvenstvo športnih dirkalnikov                                  | Poročilo                        |
| 1968                            | Vic Elford Jo Siffert                                 | Porsche System Engineering      | Porsche 908                     | 6:34:06.300                     | Svetovno prvenstvo športnih dirkalnikov                                  | Poročilo                        |
| 1969                            | Jo Siffert Brian Redman                               | Porsche System Engineering      | Porsche 908/02                  | 6:11:02.300                     | Svetovno prvenstvo športnih dirkalnikov                                  | Poročilo                        |
| 1970                            | Vic Elford Kurt Ahrens Jr.                            | Porsche Salzburg                | Porsche 908/03                  | 6:05:21.200                     | Svetovno prvenstvo športnih dirkalnikov                                  | Poročilo                        |
| 1971                            | Vic Elford Gérard Larrousse                           | Martini Racing                  | Porsche 908/03                  | 5:51:49.300                     | Svetovno prvenstvo športnih dirkalnikov                                  | Poročilo                        |
| 1972                            | Ronnie Peterson Tim Schenken                          | SpA Ferrari SEFAC               | Ferrari 312PB                   | 6:01:40.200                     | Svetovno prvenstvo športnih dirkalnikov Deutsche Rennsport Meisterschaft | Poročilo                        |
| 1973                            | Jacky Ickx Brian Redman                               | SpA Ferrari SEFAC               | Ferrari 312PB                   | 5:36:53.400                     | Svetovno prvenstvo športnih dirkalnikov Deutsche Rennsport Meisterschaft | Poročilo                        |
| 1974                            | Jean-Pierre Jarier Jean-Pierre Beltoise               | Equipe Gitanes                  | Matra-Simca MS670C              | 4:07:24.100†                    | Svetovno prvenstvo športnih dirkalnikov Deutsche Rennsport Meisterschaft | Poročilo                        |
| 1975                            | Arturo Merzario Jacques Laffite                       | Willi Kauhsen Racing Team       | Alfa Romeo 33TT12               | 5:41:14.100                     | Svetovno prvenstvo športnih dirkalnikov                                  | Poročilo                        |
| 1976                            | Albrecht Krebs Dieter Quester                         | Schnitzer Motorsport            | BMW 3.5 CSL                     | 6:38:20.600                     | Svetovno prvenstvo športnih dirkalnikov                                  | Poročilo                        |
| 1977                            | Rolf Stommelen Tim Schenken Toine Hezemans            | Gelo Racing                     | Porsche 935                     | 5:58:30.500                     | Svetovno prvenstvo športnih dirkalnikov                                  | Poročilo                        |
| 1978                            | Klaus Ludwig Hans Heyer Toine Hezemans                | Gelo Racing                     | Porsche 935/77                  | 5:55:46.600                     | Svetovno prvenstvo športnih dirkalnikov                                  | Poročilo                        |
| 1979                            | Manfred Schurti Bob Wollek John Fitzpatrick           | Gelo Racing                     | Porsche 935/77                  | 5:57:35.100                     | Svetovno prvenstvo športnih dirkalnikov                                  | Poročilo                        |
| 1980                            | Rolf Stommelen Jürgen Barth                           | Joest Racing                    | Porsche 908/4 Turbo             | 5:52:15.100                     | Svetovno prvenstvo športnih dirkalnikov                                  | Poročilo                        |
| 1981                            | Hans-Joachim Stuck Nelson Piquet                      | GS Tuning                       | BMW M1 Gr.5                     | 2:16:50.860‡                    | Svetovno prvenstvo športnih dirkalnikov                                  | Poročilo                        |
| 1982                            | Michele Alboreto Teo Fabi Riccardo Patrese            | Martini Racing                  | Lancia LC1 Spyder               | 5:54:10.830                     | Svetovno prvenstvo športnih dirkalnikov                                  | Poročilo                        |
| 1000 km razdalje, 20.8 km steza |                                                       |                                 |                                 |                                 |                                                                          |                                 |
| 1983                            | Jochen Mass Jacky Ickx                                | Porsche Racing International    | Porsche 956                     | 5:26:34.630                     | Svetovno prvenstvo športnih dirkalnikov                                  | Poročilo                        |
| 1000 km razdalje, 4.5 km steza  |                                                       |                                 |                                 |                                 |                                                                          |                                 |
| 1984                            | Stefan Bellof Derek Bell                              | Rothmans Porsche                | Porsche 956                     | 6:00:43.590                     | Svetovno prvenstvo športnih dirkalnikov Deutsche Rennsport Meisterschaft | Poročilo                        |
| 1986                            | Henri Pescarolo Mike Thackwell                        | Kouros Racing Team              | Sauber C8-Mercedes              | 3:42:30.020*                    | Svetovno prvenstvo športnih dirkalnikov                                  | Poročilo                        |
| 1987                            | Eddie Cheever Raul Boesel                             | Silk Cut Jaguar                 | Jaguar XJR-8                    | 5:55:53.120                     | Svetovno prvenstvo športnih dirkalnikov                                  | Poročilo                        |
| 1988                            | Jean-Louis Schlesser Jochen Mass                      | Team Sauber Mercedes            | Sauber C9-Mercedes              | 5:53:00.600                     | Svetovno prvenstvo športnih dirkalnikov                                  | Poročilo                        |
| 480 km razdalje, 4.5 km steza   |                                                       |                                 |                                 |                                 |                                                                          |                                 |
| 1989                            | Jean-Louis Schlesser Jochen Mass                      | Team Sauber Mercedes            | Sauber C9-Mercedes              | 2:47:14.599                     | Svetovno prvenstvo športnih dirkalnikov                                  | Poročilo                        |
| 1990                            | Jean-Louis Schlesser Mauro Baldi                      | Team Sauber Mercedes            | Mercedes-Benz C11               | 2:39:15.913                     | Svetovno prvenstvo športnih dirkalnikov                                  | Poročilo                        |
| 430 km razdalje, 4.5 km steza   |                                                       |                                 |                                 |                                 |                                                                          |                                 |
| 1991                            | Derek Warwick David Brabham                           | Silk Cut Jaguar                 | Jaguar XJR-14                   | 2:23:41.028                     | Svetovno prvenstvo športnih dirkalnikov                                  | Poročilo                        |
| 1000 km razdalje, 4.5km steza   |                                                       |                                 |                                 |                                 |                                                                          |                                 |
| 2000                            | Jan Magnussen David Brabham                           | Panoz Motor Sports              | Panoz LMP1-Élan                 | 5:45:55.173                     | American Le Mans Series                                                  | Poročilo                        |
| 1000 km razdalje, 5.1 km steza  |                                                       |                                 |                                 |                                 |                                                                          |                                 |
| 2004                            | Allan McNish Pierre Kaffer                            | Audi Sport UK Veloqx            | Audi R8                         | 6:00:32.645                     | Le Mans Series                                                           | Poročilo                        |
| 2005                            | Tom Chilton Hayanari Shimoda                          | Zytek Motorsport                | Zytek 04S                       | 6:01:06.739                     | Le Mans Series                                                           | Poročilo                        |
| 2006                            | Jean-Christophe Boullion Emmanuel Collard Eric Hélary | Pescarolo Sport                 | Pescarolo C60-Judd              | 6:01:26.300                     | Le Mans Series                                                           | Poročilo                        |
| 2007                            | Stéphane Sarrazin Pedro Lamy                          | Team Peugeot Total              | Peugeot 908 HDi (Diesel)        | 6:01:13.628                     | Le Mans Series                                                           | Poročilo                        |
| 2008                            | Stéphane Sarrazin Pedro Lamy                          | Team Peugeot Total              | Peugeot 908 HDi FAP (Diesel)    | 5:44:48.174                     | Le Mans Series                                                           | Poročilo                        |
| 2009                            | Jan Charouz Tomáš Enge Stefan Mücke                   | Aston Martin Racing             | Lola-Aston Martin B09/60        | 5:57:26.595                     | Le Mans Series                                                           | Poročilo                        |
| 2013                            | Maximilian Buhk Maximilian Gotz Bernd Schneider       | HTP Motorsport                  | Mercedes-Benz SLS AMG GT3       | 6:00:46.3544                    | Blancpain Endurance Series                                               | Poročilo                        |
| 2014                            | Laurens Vanthoor César Ramos Christopher Mies         | Belgian Audi Club Team WRT      | Audi R8 LMS ultra               | 6:00:07.8484                    | Blancpain Endurance Series                                               | Poročilo                        |
| 6 ur, 5.1 km steza              |                                                       |                                 |                                 |                                 |                                                                          |                                 |
| 2015                            | Timo Bernhard Brendon Hartley Mark Webber             | Porsche Team                    | Porsche 919 Hybrid              | 6:01:16,966                     | Svetovno vzdržljivostno prvenstvo                                        | Poročilo                        |
| 2016                            | Timo Bernhard Brendon Hartley Mark Webber             | Porsche Team                    | Porsche 919 Hybrid              | 6:01:16,183                     | Svetovno vzdržljivostno prvenstvo                                        | Poročilo                        |
| 2017                            | Timo Bernhard Brendon Hartley Earl Bamber             | Porsche LMP Team                | Porsche 919 Hybrid              | 6:00:09,607                     | Svetovno vzdržljivostno prvenstvo                                        | Poročilo                        |

- † - Dirka prekinjena na 750 km
- ‡ - Dirka prekinjena po 17. krogih zaradi poškodovane steze
- * - Dirka prekinjena na 600 km